# Ivan O’Neal
Ivan Bertie O’Neal (* in Spring Village, St. Vincent und die Grenadinen; † 27. Mai 2024) war ein vincentischer Politiker und der Führer der Saint Vincent and the Grenadines Green Party (SVG Green Party).
O’Neal war Schatzmeister der Unity Labour Party, bevor es 2000 zum Bruch mit der Partei kam. Daraufhin schloss er sich der mittlerweile aufgelösten People’s Progressive Movement (PPM) an. Er trat für de Wahlkreis North Central Windward an. In den Wahlen 2001 gewann er nur 30 Stimmen.

## Leben

### Ausbildung
O’Neal erwarb einen BSc in Accounting and Finance an der Oxford Brookes University, einen MSc in Macro Economics, Policy and Planning an der University of Bradford und einen MBA an der University of Leicester.

## Politik
In den Wahlen 2005 trat O’Neal für die SVG Green Party im Wahlkreis East Saint George an. Er gewann dort nur 14 Stimmen. 2010 war er im Wahlkreis Central Kingstown. Dort holte er nur 12 Stimmen.